# غراهام كينج
غراهام كينج (بالإنجليزية: Graham King)‏ منتج سينمائي عالمي من مواليد (19 ديسمبر 1961 بالمملكة المتحدة) حاصل على جائزة الأوسكار عن فيلم The Departed من بين ثلاث ترشيحات أخرى، كان غراهام بارزا في ال30 سنة الماضية وأنتج ما يزيد عن 45 فيلما محققا 1,2 مليار $ في شباك التذاكر الأمريكية وما يزيد 2,5 مليار $ في شباك التذاكر العالمية  ومن أبرز الأفلام التي أنتجها (The Departed) وفيلم (The Aviator) الذان كانا من إخراج المخضرم (مارتن سكورسيزي) وبطولة النجم (ليوناردو دي كابريو) الذي أنتج له فيلما آخر وهو فيلم (Blood Diamond) وفيلم (Argo) الذي كان من إخراج وبطولة النجم بن أفليك وفيلم الرسوم المتحركة (Rango)من إخراج غور فيربينسكي.

## قائمة الأفلام
وهي:
- Changing Habits (1997)
- Ping! (2000)
- Dr. T and The Women (2000)
- Traffic (2000)
- Ali (2001)
- The Dangerous Lifes of Altar Boys (2002)
- Desert Saits (2002)
- عصابات نيويورك (2002)
- الطيار (2004)
- The Ballad of Jack and Rose (2005)
- An Unfinished Life (2005)
- المغادرون (2006)
- Blood Diamond (2006)
- First Born (2007)
- Next (2007)
- Gardener of Eden (2007)
- فيكتوريا الصغيرة (2009)
- Edge of Darkness (2010)
- The Town (2010)
- لندن بولفار (2010)
- The Tourist (2010)
- Rango (2011)
- Hugo (2011)
- The Rum Diary (2011)
- في أرض الدم والعسل (2011)
- Dark Shadows (2012)
- Argo (2012)
- World War Z (2013)
- Jersey Boys (2014)
- The 5th aveW (2016)

## روابط خارجية
- غراهام كينج على موقع IMDb (الإنجليزية)
- غراهام كينج على موقع قاعدة بيانات الفيلم (الإنجليزية)